# Ante Marković

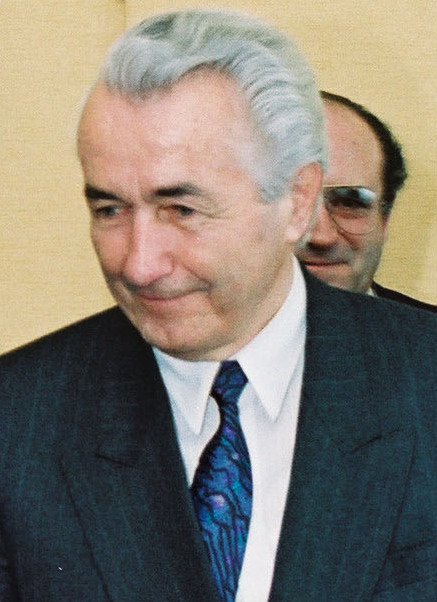
Ante Marković (1990)

Ante Marković (serbokroatisch-kyrillisch Анте Марковић; * 25. November 1924 in Konjic, Königreich Jugoslawien; † 28. November 2011 in Zagreb, Kroatien) war ein jugoslawischer Politiker. Von 1989 bis 1991 war er Ministerpräsident seines Landes.

## Leben
Ante Marković engagierte sich ab 1940 im Kommunistischen Jugendverband und nahm am Partisanenkrieg teil. Nach dem Zweiten Weltkrieg studierte er in Zagreb Elektrotechnik und war dann lange Zeit im Unternehmen „Rade Končar“ (Maschinenbau von der Waschmaschine bis zur Turbine für Wasserkraftwerke) tätig, 1961–1986 als Generaldirektor.
Seit 1943 gehörte er dem Bund der Kommunisten Jugoslawiens an. Von 1982 bis 1986 war er Ministerpräsident und  von 1986 bis 1988 Präsident der Sozialistischen Republik Kroatien. Im März 1989 wurde er Ministerpräsident der SFR Jugoslawien. Seine Wirtschaftsreformen erreichten eine deutliche Senkung der Inflation, allerdings führten sie bis Ende 1990 zum Konkurs von 2.435 Betrieben mit insgesamt 1,3 Millionen Beschäftigen.
Nachdem sich der Bund der Kommunisten Jugoslawiens im Januar 1990 aufgelöst hatte, gründete Marković den Savez reformskih snaga Jugoslavije (Bund der Reformkräfte Jugoslawiens). Sein Versuch, Jugoslawien als Staat zu erhalten und schrittweise zu demokratisieren, wurde von den Präsidenten der Republiken Serbien (Slobodan Milošević), Kroatien (Franjo Tuđman) und Slowenien (Milan Kučan) torpediert. Am 25. Juni 1991 erklärten Slowenien und Kroatien ihre Unabhängigkeit. Während es in Slowenien nur kurzzeitig zu bewaffneten Auseinandersetzungen kam, begann in Kroatien ein Krieg. Im nun serbisch dominierten Rest-Jugoslawien hatte Marković kaum noch Handlungsspielraum. Er versuchte noch, durch die Gründung des Fernsehsenders YUTEL in Sarajevo ein Gegengewicht gegen die nationalistisch orientierten Sender der Republiken zu schaffen. Am 20. Dezember 1991 trat er zurück; ein Nachfolger wurde nicht mehr bestimmt.
Er lebte einige Jahre als Unternehmer in Graz, bevor er nach Sarajevo umzog, wo er das Unternehmen Tehel d.o.o. gründete, das Wasserkraftanlagen baut.